# Augurvråk
Augurvråk (Buteo augur) är en afrikansk fågel i familjen hökar inom ordningen rovfåglar.

## Utseende och läten
Augurvråken är likt schakalvråken en stor (55–60 cm) och mycket bredvingad vråk med rostfärgad stjärt och mörk ovansida. Den skiljer sig dock genom helvit undersida. Även vingarna är ljusa undertill, med svart på bakkanten och handpennespetsarna. Ungfågeln är en brunare version av den adulta fågeln och mycket svår att skilja från ung sjakalvråk. Spellätet är ett grovt ”kow-kow-kow-kow”.

## Utbredning och systematik
Augurvråken behandlas antingen som monotypisk eller delas in i två underarter med följande utbredning:
- Buteo augur augur – förekommer i höglänta områden från Etiopien till Zimbabwe, Angola och Namibia
- Buteo augur archeri – förekommer i höglänta områden i norra Somalia

Underarten archeri behandlades tidigare som den egna arten "somaliavråk" (B. archeri) men inkluderas i augurvråken sedan 2022 av tongivande eBird/Clements, sedan 2023 av International Ornithological Congress. Vissa reducerar den till och med till en färgmorf av augur. Även om en genetisk studie från 2003 fann att de inte var nära släkt grundades den på ett litet fragment av mitokondrie-DNA från ett enda exemplar av archeri, möjligen också taget från utanför det kända utbredningsområdet. Resultatet från studien anses därför inte återspegla släktskapet korrekt. Vidare är de egenskaper som tillskrivs archeri inte konstanta och en individ med liknande utseende har insamlats i södra Afrika, alltså långt ifrån kärnområdet för archeri. Former med ett utseende mellan archeri och augur har också observerats i Kenya, Etiopien och Djibouti.

## Levnadssätt
Augurvråken hittas i bergstrakter i både skogslandskap, savann och öken. 

## Status och hot
Arten har ett stort utbredningsområde och en stor population med stabil utveckling och tros inte vara utsatt för något substantiellt hot. Utifrån dessa kriterier kategoriserar internationella naturvårdsunionen IUCN arten som livskraftig (LC). Världspopulationen uppskattas till cirka en miljon vuxna individer.

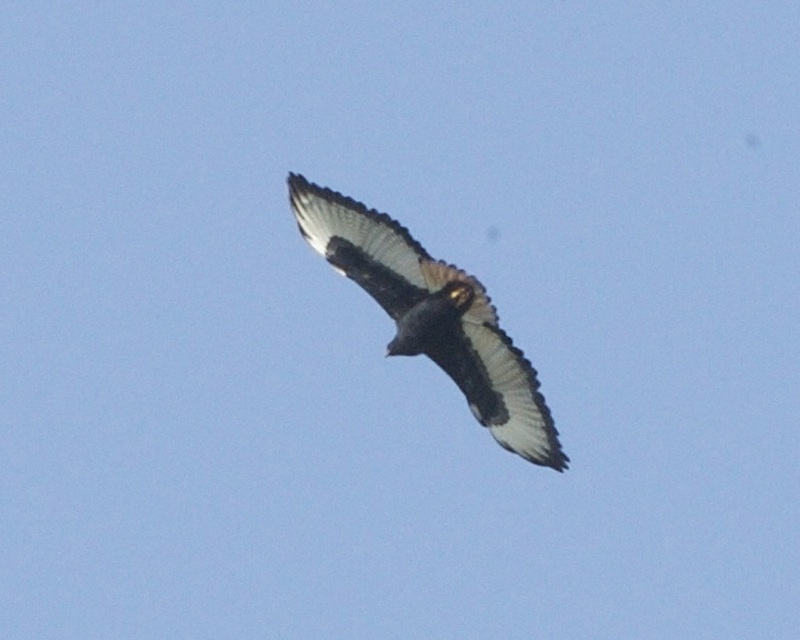
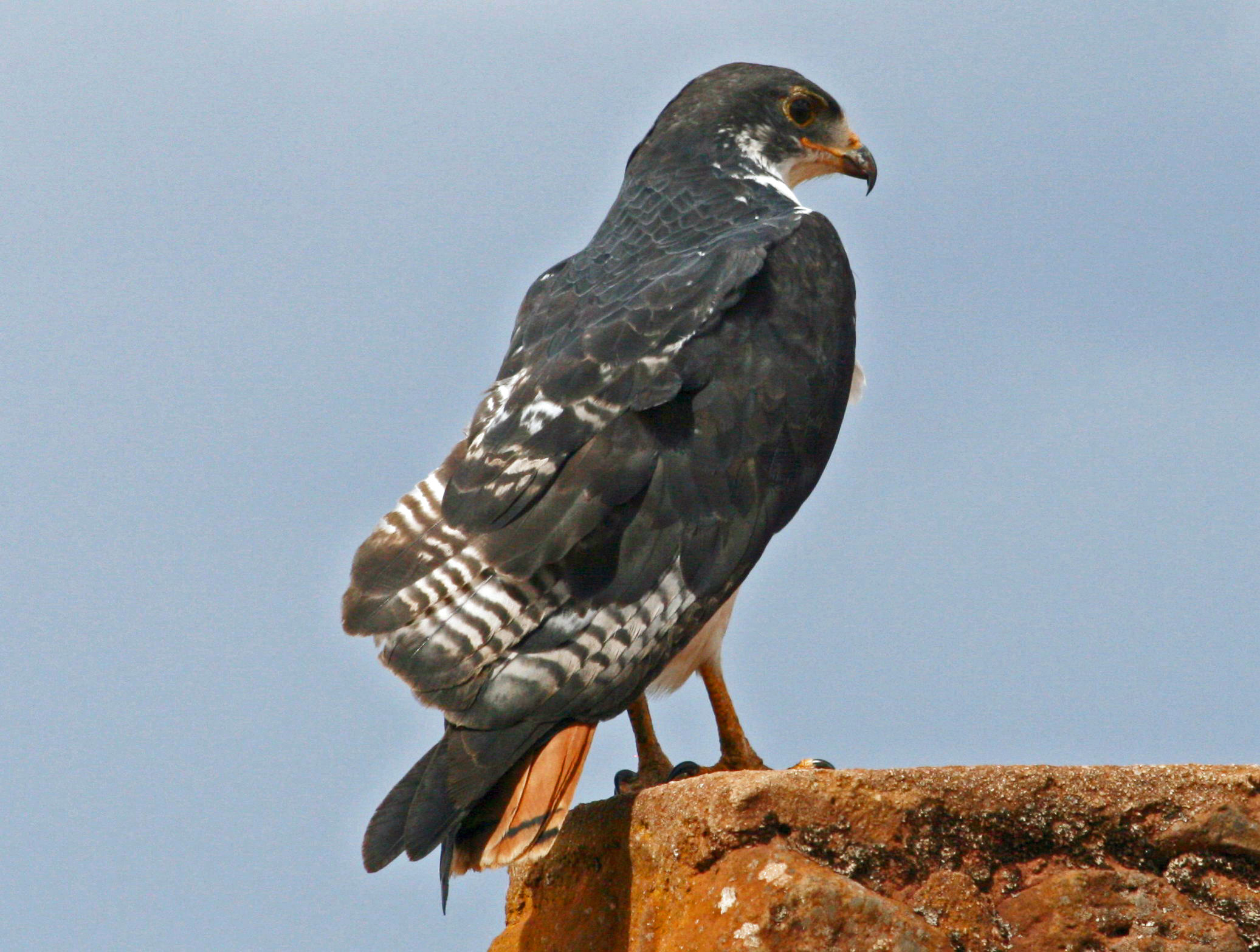